# Deloryctis
Deloryctis é um gênero de traça pertencente à família Agonoxenidae.